# Callicebus bernhardi
Callicebus bernhardi (Тіті Бернарда) — рід широконосих мавп родини Сакієві (Pitheciidae).

## Опис
Має темно-оранжеві скроні й груди, червонувато-коричневу спину, чорний хвіст з білим кінчиком. Загальна довжина близько 94 сантиметрів, 56 см хвіст.

## Поширення
Ендемік Бразилії.

## Спосіб життя
Дієта складається в основному з м'якоті плодів, листя, комах і насіння. Вони утворюють невеликі територіальні групи і вважаються моногамним. Вони мають невелике оселище 1,5-30 км і денний 0,5-1,5 км.

## Загрози
Цей вид відбувається у віддаленому районі відносно ізольовано від антропогенного впливу, і в даний час немає відомих загроз. Зустрічаються в порт. Alta Floresta Reserve, Мату-Гросу.